# Ernst Fast
Ernst Robert Efraim Fast (Stoccolma, 21 gennaio 1881 – Sigtuna, 26 ottobre 1959) è stato un maratoneta svedese, medaglia di bronzo ai Giochi olimpici di Parigi 1900.

## Palmarès
| Anno | Manifestazione  | Sede   | Evento   | Risultato | Prestazione | Note |
| ---- | --------------- | ------ | -------- | --------- | ----------- | ---- |
| 1900 | Giochi olimpici | Parigi | Maratona | Bronzo    | 3h37'14"0   |      |